# Pont de Pimelles
Le pont de Pimelles est un pont situé à Pimelles, en France.

## Localisation
Le pont est situé dans le département français de l'Yonne, sur la commune de Pimelles.

## Historique
L'édifice est inscrit au titre des monuments historiques en 2001.